# Animació tradicional

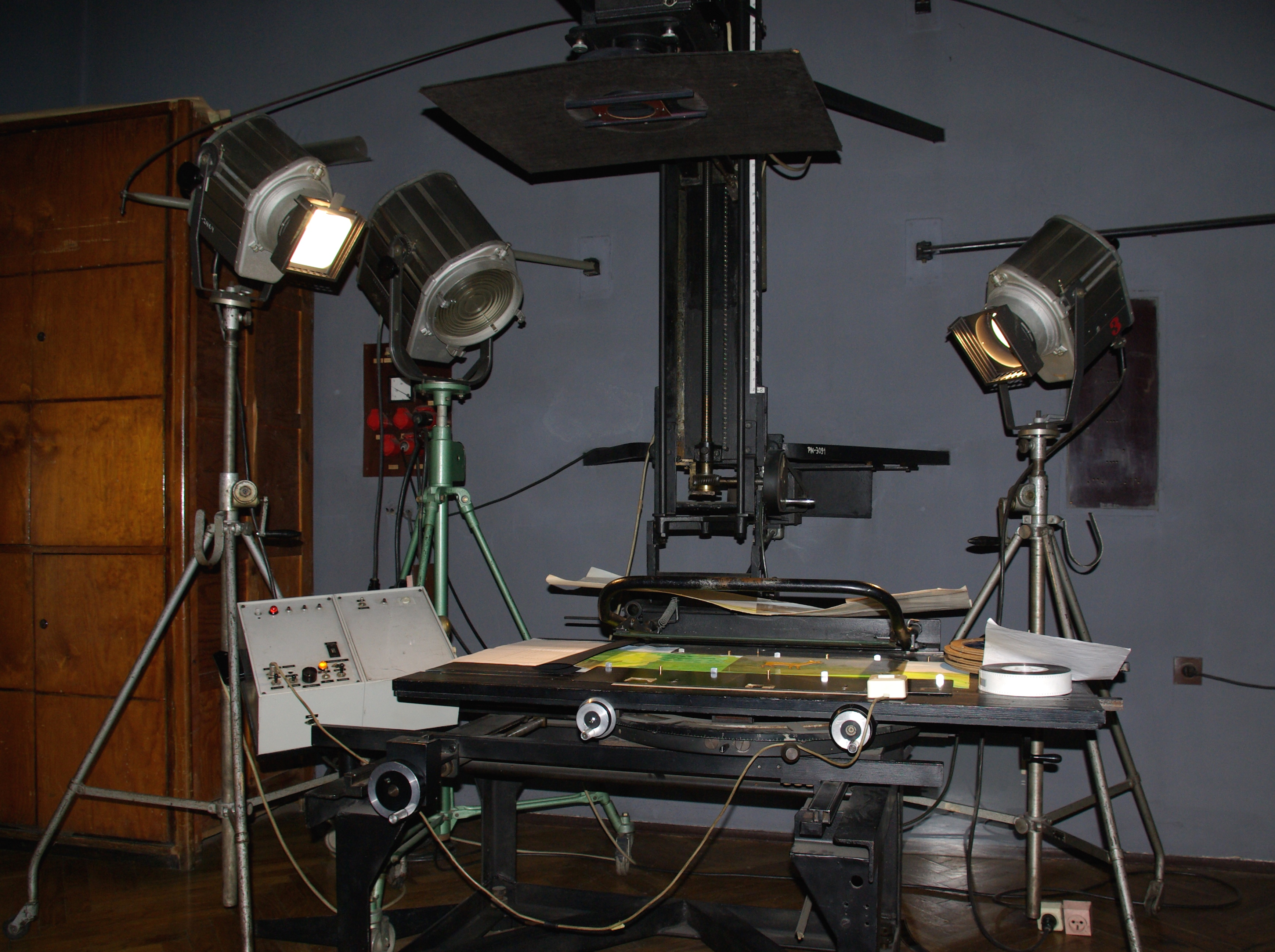
"Truca", càmera i suport especials per a filmar animació.

L'animació tradicional o clàssica és la tècnica que es va utilitzar per a la majoria de les pel·lícules de dibuixos animats del segle xx. Era la tècnica d'animació més popular i més comú que va existir fins l'aparició dels ordinadors. També se l'anomena cel animation. Els fotogrames individuals d'una pel·lícula d'animació tradicional són les fotografies de dibuixos que són creats sobre paper. Per a crear la il·lusió de moviment cada dibuix difereix de l'anterior, mantenint els trets característics del personatge, objecte o fons que s'està animant. En el procés intervenen habitualment diversos especialistes en un procés similar al de la creació d'una pel·lícula d'imatge real. Els dibuixos es tracen o fotocopien en fulls de poliacetat de vinil transparent o d'acetat orgànic transparent, i s'acoloreixen amb pintures per la banda oposada on s'han traçat els dibuixos. Els acetats completats són fotografiats un per un per un operador en una càmera fixa anomenada truca, que es posiciona en angulació zenital perpendicular al pla dels dibuixos, amb uns llums de suport a sota del vidre i a sobre.
El procés tradicional d'animació basat en fulls d'acetat va consider-se obsolet a principis del segle xxi. Els programes digitals d'animació són, més que un canvi de sistema, una evolució cap al món digital del procés analògic. En els programaris d'animació també s'ha de dibuixar, amb les eines de dibuix, fotograma a fotograma. Aquesta tècnica es continua utilitzant, tot i que els programaris simplifiquen i optimitzen els processos amb eines com la interpolació, els ossos o la càmera virtual. Els dibuixos i els fons que fan els professionals són escanejats o dibuixats directament en un sistema informàtic. S'utilitzen diferents programes per acolorir els dibuixos i simular el moviment de la càmera i d'altres efectes. La peça d'animació resultant es genera sobre un o diversos suports, tant la pel·lícula tradicional de 35 mm com noves tecnologies com el vídeo digital o directament en algun format que es pugui penjar i visualitzar per Internet. Tanmateix l'aparença de l'animació tradicional en acetat encara es conserva, i la feina de l'animador s'ha mantingut essencialment igual durant els darrers 70 anys. Alguns productors d'animació han utilitzat el terme tradigital per a descriure l'animació tradicional que es fa amb l'ús extensiu de la tecnologia informàtica.
Com a exemples de pel·lícules animades tradicionalment es poden citar totes les d'animació de la Disney fins 1990 i algunes de posteriors, com Fantasia 2000 (2000) fins Tiana i el Gripau - Princess and the frog, títol original en anglès - (2009), així com Animal Farm (Regne Unit, 1954), o Akira (Japó, 1988). Entre les pel·lícules d'animació tradicional produïdes amb l'ajuda de la tecnologia informàtica hi ha The Lion King (EUA, 1994), El viatge de Chihiro (Japó, 2001) o Les Triplettes de Belleville (França, 2003). Els primers metratges que van emprar aquesta tècnica, es filmaven en blanc i negre, ja que, per al muntatge final i la seva distribució, s'utilitzaven els mateixos mitjans que el cinema d'imatge real.
Des de fa un cert temps a les produccions d'animació tradicionals també se les anomena produccions d'animació 2D (de dues dimensions), per a distingir-les de les animacions en 3D (infografia).

## Tècnica

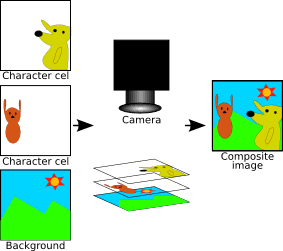
Aquesta imatge mostra com dos cels transparents, cadascun amb un personatge diferent dibuixat sobre ell, i un fons opac es fotografien junts per formar la imatge composta.

El cel és una innovació important per a l'animació tradicional, ja que permet que algunes parts de cada fotograma es repeteixi de fotograma en fotograma, estalviant així treball. Un exemple senzill seria una escena amb dos personatges a la pantalla, un dels quals parla i l'altre es troba de peu en silenci. Com que aquest darrer personatge no es mou, es pot mostrar en aquesta escena amb un sol dibuix, a cel, mentre que diversos dibuixos en diversos cels s'utilitzen per animar el personatge parlant.
Per obtenir un exemple més complex, considereu una seqüència en què un noi posa un plat sobre una taula. La taula es manté immòbil durant tota la seqüència, de manera que es pot dibuixar com a part del fons. Es pot dibuixar la placa juntament amb el personatge mentre el personatge la col·loca a la taula. Tot i això, després que la placa estigui a la taula, la placa ja no es mou, tot i que el noi continua movent-se mentre allunya el braç de la placa. En aquest exemple, després que el noi posi la placa cap avall, es pot dibuixar la placa en un cel separat del noi. Altres fotogrames presenten nous cels del noi, però no s'ha de redibuixar la placa, ja que no es mou; el mateix cel de la placa es pot fer servir en cada marc que queda sobre la taula. Les pintures cel eren realment fabricades en versions ombrejades de cada color per compensar la capa addicional de cel afegida entre la imatge i la càmera; en aquest exemple, la placa fixa es pintaria lleugerament més brillant per compensar que es mogués una capa cap avall. A la televisió i altres produccions de baix pressupost, els cels sovint es repetien cíclicament i, fins i tot, s'arxivaven i reutilitzaven en altres episodis. Un cop finalitzada la pel·lícula, es llençaven els cels o, sobretot en els primers dies de l'animació, es rentavent i es reutilitzaven per a una altra pel·lícula. Alguns estudis van guardar una part dels cels i els van vendre a les botigues d'estudi o els donaven com regals als visitants.
Aquesta tècnica comença també fent un dibuix per fotograma per als personatges, però els fons es realitzen a part generalment en gouauche o acrílics. Els dibuixos del personatge realitzats pels animadors s'entinten sobre acetats o cels, una làmina de plàstic de nitrat de cel·lulosa, i es pinten també amb goauche o acrílics. Després per fotografiar-los, s'usa una càmera especial d'animació anomenada "truca", en què se superposen els diferents acetats, col·locant l'escenari baix de tot. Tots els acetats porten forats de registre perquè s'ajustin en tot moment als pivots i no hi hagi sensació de tremolor, per fer travellings es poden moure els acetats o el fons, mai la càmera, aquesta només pot fer zooms. Un cop fotografiat tot l'material, la cinta passa a postproducció, on li afegeixen la banda sonora (gravada abans que es fes l'animació) i els efectes sonors.
La Cel Animation és una tècnica de tècniques: ha anat generant tota una gamma de sub-tècniques per optimitzar els seus propis resultats i costos. El fet que es puguin fer personatges en diferents acetats, permet animar només un dels personatges, i utilitzar un sol dibuix per a la resta dels personatges que apareixen a la pantalla, o si un personatge deixa un objecte a terra, es pot animar el personatge amb l'objecte deixant-, i un cop el deixa anar utilitzar un únic dibuix per a l'objecte quan veiem al personatge allunyar-se. Per a aquests casos cal preparar gammes gradualment més saturades dels mateixos colors usats, ja que en moure un detall d'un acetat a un altre, cambiaria el color al fotografiar-se amb capes d'acetat sobre.

### Animació completa i animació limitada
En l'animació completa i animació limitada al procés de planificació i establiment de nombre de fotogrames i estudi de cada dibuix s'anomena timing. L'aspecte important per percebre el moviment és el que succeeix entre les imatges que componen el procés de l'animació. És més important la relació que s'estableix entre les imatges que les imatges en si mateixes, vistes una a una. Abans de començar amb el timing, cal determinar el nombre de fotogrames per segon. Primer de tot, s'ha de tenir en compte que la velocitat de fotogrames en animació és de 24 fotogrames per segon.
Hi ha dos sistemes per animar en funció del nombre de fotogrames per segon que es fa servir:
- Animació completa o animació a uns, en la que els animadors dibuixen 24 fotogrames cada segon.
- Animació limitada o animació a dosos, en la que els animadors dibuixen només 12 dibuixos, que es repeteixen cada dos fotogrames.

L'avantatge d'animar en dosos és que s'estalvia molta feina i temps, perquè l'animador ha de dibuixar la meitat dels fotogrames per cada segon d'animació. Pel que fa al resultat, el moviment és una mica més simplificat, però encara té fluïdesa. La majoria d'objectes es poden animar en dosos, i d'aquesta manera es redueix el cost i el temps de producció.
L'animació completa és l'estàndard de l'animació per a sales de cinema, principalment les pel·lícules de Walt Disney, i també els grans llargmetratges europeus. Generalment s'animen les escenes amb molts moviments ràpids en uns, i la resta en dosos (la pèrdua de qualitat és visible, però encara hi ha fluïdesa al moviment). L'animació limitada s'utilitza al món de l'animació japonesa, anomenada anime, i també es va usar als anys cinquanta, quan va començar l'animació per a televisió, on es volien processos de producció més efectius, ràpids i de menys cost.
Es poden combinar els dos sistemes. En cas que hi hagi un moviment de càmera lent com zoom o pan, s'ha d'animar a dosos, perquè sigui més suavitzat. Si el moviment de l'animació és molt ràpid, no hi ha temps perquè hi hagi dos dibuixos repetits, per tant, s'anima a uns. L'animador decideix quines parts s'han de fer a dosos i quines a uns.

### Carta d'espai i carta de rodatge[6]
Per planificar i diagramar els fotogrames que s'han de dibuixar, hi ha dues eines molt útils:
- Carta d'espaiats: és un diagrama molt senzill on l'animador analitza quants fotogrames utilitzarà per dibuixar, i com es repartiran els elements al paper. Conté els fotogrames inicial i final del moviment, fotogrames clau i fotogrames intermedis o breakdown i finalment, fotogrames intercalats o inbetween.
- Carta de rodatge: és on es planifiquen de manera global tots els elements que intervenen en un pla d'animació i, de manera específica, quants fotogrames hi haurà per a cada element i la seva distribució. Originalment la carta de rodatge era un document amb instruccions per a la càmera. S'utilitza en animació tradicional, però també en altres tècniques d'animació com stop-motion.

## Història
En dibuixos molt primerencs fets abans de l'ús del cel, com ara Gertie the Dinosaur (1914), es feia el dibuix sencer, incloent el fons i tots els personatges i articles en un sol full de paper, que després era fotografiat. S'havia de redibuixar tot per a cada full que contenia moviments. Això va donava lloc a un aspecte "nerviós", donat que a fons que havia d'estar quiets hi havia petites diferències respecte a cada dibuix que l'havia precedit. L'animació pre-cel es va millorar més tard mitjançant tècniques com el sistema de desgast inventat per Raoul Barre; el fons i els objectes animats es van dibuixar en papers separats. Es va fer un marc eliminant totes les parts en blanc dels papers on es dibuixaven els objectes abans de col·locar-se a sobre dels antecedents i finalment fotografiat. El procés d'animació cel va ser inventat per Earl Hurd és considerat l'inventor d'aquesta tècnica que va patentat el 1914.
Centenars de pel·lícules han estat realitzades amb cel animation; era la tècnica per excel·lència de Walt Disney Pictures, i també la de la Warner.
És una tècnica que pot donar uns resultats increïbles, pero és molt cara i lenta i s'ha anat abandonant sobre tot a partir dels anys 90.